# Virginie Hocq
Pour les articles homonymes, voir Hocq (homonymie).
Virginie Hocq est une comédienne et humoriste belge, née à Nivelles le 26 février 1975.

## Biographie

### Carrière
En 1993, Virginie Hocq entre à l’Académie de Braine-l'Alleud. Elle joue dans des cafés-théâtres (Le cercle de Saint-Anne) : L'Ours de Tchekhov, La Folle de Chaillot de Giraudoux et Gros Chagrin de Courteline.
En 1995, elle joue le rôle de Thérèse dans une reprise de la pièce de théâtre Le père Noël est une ordure, puis ceux d’Isabelle et de la mère Fanchette dans Les Parades de Beaumarchais.
En 1996, elle est admise au Conservatoire royal de Bruxelles, d'où elle sort avec un premier prix de comédie. Elle joue sa première publicité audiovisuelle (pour Télémoustique). Elle participe à Liberté surveillée mis en scène par Lucien Binot, et à Les hirondelles sont sur le fil.
En 1998, elle joue dans Les héros de mon enfance, de Michel Tremblay et dans Canto General, mis en scène par J. Fox. Elle obtient le rôle de Zoé dans Cendrillon, mis en scène par Laurence Vielle (joué au Botanique).
En 1999, elle crée son premier spectacle d’humour seule en scène, intitulé Dis oui !.
En 2001, elle fait la connaissance de Patrick Chaboud et participe au spectacle du Magic Land Théâtre Le Magic Land règle ses contes, avec lequel elle part en tournée à travers la France, la Belgique et le Canada (96 représentations). Elle entre à la Fédération belge d'improvisation amateur (FBIA). Elle rejoue dans Cendrillon, mis en scène par Pietro Ruzzi cette fois (joué au Botanique et aux Riches-Claires).
En 2002, elle fait ses premières apparitions à la télévision belge, sur les chaines « Canal Plus » (publicité) et « La Une » (les Allumés.be). Elle entre à la Ligue d'improvisation belge professionnelle, et reçoit le prix du public, de 2002 à 2004.
En 2003, elle présente son deuxième one-woman-show, Qui a dit faible ?, écrit avec Patrick Ridremont. Elle est élue meilleure comédienne 2003 par les lecteurs du magazine Kiosque, et reçoit le prix de la Communauté française au Festival du rire de Rochefort.
La même année, elle participe aussi aux caméras cachées de François Damiens. Ensemble, ils piègent Justine Henin.
En 2004, elle remporte les prix du public et du jury au festival de Lorgues. Elle crée une rubrique hebdomadaire sur la radio VivaCité, intitulée Les tocs de Virginie Hocq. Elle retourne au Magic Land Théâtre avec Le Magic Land règle ses Contes et Le Magic Land : erreur de genèse. Elle quitte la Ligue d’improvisation belge professionnelle. Michel Deville vient la trouver pour son film Un fil à la patte, avec Emmanuelle Béart et Patrick Timsit notamment.
En 2005, elle crée en coproduction avec le Centre culturel des Riches-Claires, son nouveau one-woman-show C’est tout moi à Bruxelles, écrit avec Patrick Chaboud (Malvira) et Victor Scheffer, avant de le présenter l’année suivante à Paris, puis en tournée en Belgique, en France, en Suisse et au Québec. Elle participe à la première partie de la tournée des Frères Taloche en Belgique. Elle joue en première partie des concerts de Lara Fabian (Belgique, France, Suisse). Elle participe au concept Improjusticia mis en scène par Bruno Coppens. Elle reçoit le prix de la presse au festival International de Morgues. Elle joue aux festivals d’Apt (dans le Sud de la France), de Montreux (en Suisse), du Québec. Elle rejoue au festival de Lorgues.
En 2006, elle poursuit sa tournée de C’est tout moi en Belgique, en Suisse et au Québec. Elle participe de nouveau à Improjusticia, toujours avec Bruno Coppens. Elle joue dans Bataille navale, un téléfilm d’Anne Deluz. Elle joue dans Confidences sur Canapé, une série de 26 minutes sur Canal+ (en France). Elle reçoit le prix du Coup de Cœur du festival Grand Rire au Québec, et participe au festival de Montreux (Suisse). Elle joue dans la reprise des Monologues du Vagin d’Eve Ensler à Bruxelles. Elle s’essaie à la télévision française dans Attention à la Marche, Merci d’éteindre vos portables et Sur un air de fête.
En février 2007, elle intègre pour peu de temps la bande à Ruquier, dans l’émission On a tout essayé sur France 2, puis participe aux 60 secondes du Colisée, toujours sur France 2, avec Olivier Minne. Elle poursuit sa tournée C’est tout moi et Les Monologues du vagin en France et en Belgique. Elle a enregistré le DVD du spectacle C’est tout moi le 12 et 13 mai 2008 au Théâtre de Namur. La sortie de celui-ci s'est effectuée en Belgique, France et Suisse en octobre 2008.
En 2012, elle est invitée sur le tournage de Nos chers voisins sur TF1, jouant le rôle d'Edwidge, la sœur d'Amélie. Cette même année, elle joue le rôle de Morgane dans la série intitulée Vive la colo ! diffusée sur RTBF et TF1.
En 2013, elle tourne dans la série judiciaire Vaugand (jusqu'en 2015). La même année, elle monte pour la première fois sur la scène mythique de l’Olympia avec Pas d’inquiétude et elle clôt sa tournée par deux représentations complètes au Cirque Royal de Bruxelles.
En 2014, elle tourne dans le film de Didier Le Pêcheur La Liste de mes envies.
Elle crée son cinquième seule-en-scène, Sur le fil, mis en scène par Isabelle Nanty et co-écrit par Benjamin Gomez.
En 2018, elle tourne dans le téléfilm Meurtres dans le Morvan réalisé par Simon Astier. L'année suivante, elle a un petit rôle dans Deux moi de Cédric Klapisch.
En 2021, elle joue dans les comédies Mystère à Saint-Tropez de Nicolas Benamou et dans Barbaque de Fabrice Éboué.
En 2023, elle joue dans le spectacle L'anniversaire surprise chez les Bodin's. Elle interprète une policière avec son collègue Michael Gregorio.
En 2025, elle signe, avec Jean-Marc Victor, une adaptation du spectacle Orgueil et Préjugés... ou presque au Théâtre Saint-Georges à partir du 24 janvier 2025. Le spectacle est librement inspiré de l'œuvre de Jane Austen, Orgueil et Préjugés.

### Vie privée
En juillet 2015, elle annonce être enceinte de son premier enfant . Sa fille, Billie est née le 14 décembre 2015.

## Filmographie

### Cinéma
- 2005 : Un fil à la patte de Michel Deville : Émilie
- 2005 : J'aurais voulu être un danseur d'Alain Berliner
- 2008 : Le Séminaire de Charles Némès : Clémentine
- 2009 : Incognito d’Éric Lavaine : Géraldine
- 2009 : Bambou de Didier Bourdon : Mylène
- 2010 : Allez raconte ! de Jean-Christophe Roger : Marion (voix)
- 2014 : La Liste de mes envies de Didier Le Pêcheur : Danièle
- 2015 : Arrête ton cinéma ! de Diane Kurys : Annabelle
- 2017 : Le Petit Spirou de Nicolas Bary : La directrice de l'école des grooms
- 2018 : Troisièmes noces de David Lambert : Jenny
- 2019 : Deux moi de Cédric Klapisch : La pharmacienne
- 2021 : Mystère à Saint-Tropez de Nicolas Benamou : Éliane Tranchant
- 2021 : Barbaque de Fabrice Éboué : Stéphanie Brachard
- 2023 : BDE de Michaël Youn : Marielle Pichu
- 2024 : On aurait dû aller en Grèce de Nicolas Benamou

### Télévision

#### Séries télévisées
- 2009 : Déformations professionnelles
- 2009 : Les Bougon :
- 2010 : Les Toqués : Anne Ronsard
- 2012 : Nos chers voisins : Edwige, la sœur d'Amélie
- 2012 - 2013 : Vive la colo ! : Morgane Kemener
- 2013 - 2014 : Vaugand : Fred
- 2015 : Presque parfaites : Angèle
- 2017 : Funcorp : Carole Defays
- 2021 : La Faute à Rousseau : Charlotte Vasseur
- 2024 : Scènes de ménages - prime time Plans sur la comète : Marlène de Genouville

- 2024 : Flair de famille : Capitaine Caroline Flamand

#### Téléfilms
- 2006 : Bataille natale d'Anne Deluz : Leïla
- 2010 : À dix minutes de nulle part d'Arnauld Mercadier : Une agent de la gare
- 2014 : Vogue la vie ! de Claire de La Rochefoucauld : Raphaëlle
- 2016 : Le Mec de la tombe d'à côté d'Agnès Obadia : Sophie
- 2018 : Meurtres dans le Morvan de Simon Astier : Maud Perrin
- 2022 : Drame en haute mer d'Adeline Darraux : Élodie
- 2022 : Tous Inconnus de Nicolas Hourès : Elle-même
- 2023 : Superpapa de Sophie Boudre : Isabelle

### Doublage
- 2025 : Les Schtroumpfs, le film : Moxie[n 1]

## Théâtre
- 2006-2007 : Les Monologues du vagin d'Eve Ensler, tournée
- 2009 : Les Deux Canards de Tristan Bernard, mise en scène Alain Sachs, avec Yvan Le Bolloc'h, tournée
- 2018 : C'était quand la dernière fois? d'Emmanuel Robert-Espalieu, mise en scène Johanna Boye, théâtre Tristan Bernard
- 2020 : Treize à table de Marc-Gilbert Sauvajon, mise en scène Pierre Palmade, théâtre Saint Georges
- 2024 : L'Amour chez les autres d'Alan Ayckbourn, mise en scène Ladislas Chollat, théâtre Édouard-VII

## Spectacles
- Seule en scène :
  - 1999 : Dis oui, écrit avec Victor Scheffer
  - 2003 : Qui a dit faible ?, écrit avec Patrick Ridremont
  - 2005 : C’est tout moi, écrit avec Patrick Chaboud et Victor Scheffer
  - 2010 -- 2013 : Pas d'inquiétude de Virginie Hocq, Marie-Paule Kumps, Jérôme de Warzée et Marc Donnet-Monay
  - 2014 : Sur le fil, sur une mise en scène d'Isabelle Nanty
  - 2016 : Sur le fil au théâtre des Bouffes Parisiens
  - 2020 : Ou presque mise en scène Johanna Boyé
- Avec le Magic Land Théâtre :
  - Le Magic Land règle ses contes
  - Le Magic Land : Erreur de genèse
- Dans le 52e Gala de l'Union des artistes, le 2 janvier 2014, elle exécute un numéro sur grandes échasses.

## Émissions de télévision
- 2010 : Le Grand restaurant de Gérard Pullicino sur France 2 : comédienne
- 2011 et 2018 : Fort Boyard sur France 2 : candidate
- 2012 et 2016: Vendredi, tout est permis avec Arthur sur TF1) : participante
- 2012 : N'oubliez pas les paroles sur France 2 : candidate
- 2012 : 69 minutes sans chichis sur La Deux (télévision belge) : participante
- 2013 : La Parenthèse inattendue sur France 2 : invitée[pertinence contestée]
- 2013 : Qui veut gagner des millions ? sur TF1 : candidate
- 2013 : Touche pas à mon poste ! sur D8[pertinence contestée]
- 2020 : Pop Show sur France 2 : participante
- 2021 : Les Touristes sur TF1 : participante
- 2021 : Vendredi tout est Virginie sur TF1 : animatrice

On peut la voir aussi avec Eric Boschman, dans des modules culinaires de quelques minutes, sur Cuisine.tv, où elle joue le rôle de la cuisinière lambda, en présentant des recettes avec son style décalé. À noter que ces modules sont créés par Femmes d’aujourd’hui ; la chaîne, elle, ne fait que les diffuser.
Elle a également participé à des caméras cachées aux côtés de François Damiens, en tant que complice (dans le rôle d'une secrétaire et d'une directrice de casting).

## Distinctions

### Décoration
- Officière du Mérite wallon (O.M.W.) 2017